# 小幡北山埴輪製作遺跡

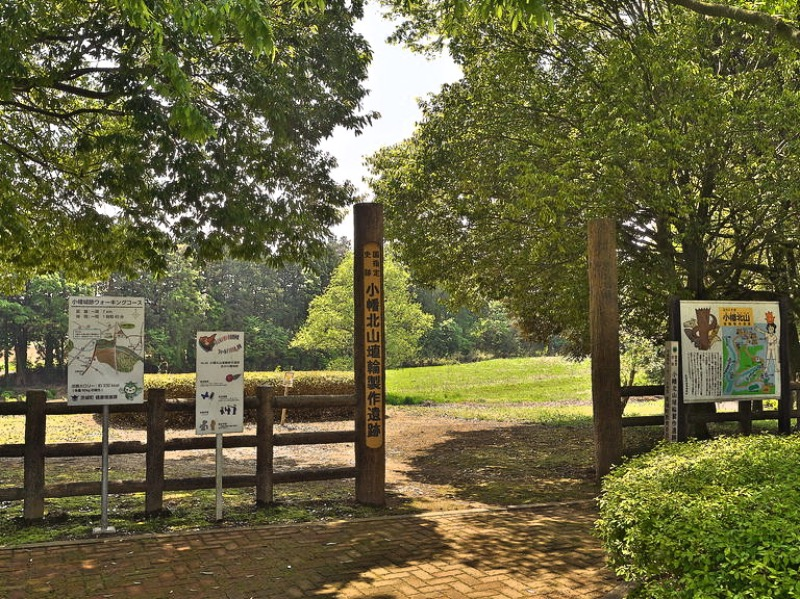
小幡北山埴輪製作遺跡

小幡北山埴輪製作遺跡（おばたきたやまはにわせいさくいせき）は、茨城県茨城町にある古墳時代の遺跡。日本最大の埴輪製作遺跡であり、1992年（平成4年）1月21日に国史跡に指定された。

## 概要
茨城県の中央部を東流する涸沼川は、下流に涸沼を形成し、那珂川の河口付近に合流して太平洋に注ぐ。小幡北山遺跡は、この涸沼川の南岸台地上に所在する日本最大の埴輪製作遺跡である。遺跡は涸沼川の支流が開析した浸蝕谷の最奥部に位置し、東西に分岐した幅5 - 10メートルの小支谷沿いに展開する。付近はカベット（壁土）山と呼ばれるように古くから良質粘土を産出する地域として知られ、台地縁の各所には豊富な湧水が存在するなど、窯業生産に適した自然環境にある。
遺跡の発見は1953年（昭和28年）に遡り、入植者の開墾に伴って多量の埴輪が出土したことにより、研究者の知るところとなった。その後本格的な調査がなされぬまま、埴輪を出土した東側支谷を中心に埴輪窯の存在が推定されてきたが、1987年（昭和62年）には西側支谷からも新たな窯跡が発見され、遺跡が予想以上に広範囲に及ぶことが明らかになった。このため急遽同年から翌年にかけて、三次にわたる遺跡の範囲確認調査が実施され、約8ヘクタールに及ぶ遺跡の全容が解明された。発見された遺構は、埴輪窯59基、工房跡8棟、粘土採掘坑2か所などであるが、その大半が部分的な確認にとどまる。
窯跡は谷に面した高さ6メートル前後の台地斜面に構築され、東西の支谷沿いに5群に分かれて分布する。東方支谷側には台地西斜面を中心に28基の窯跡があり、約80メートル離れて南北2群が存在する。北群21基、南群7基からなるが、窯跡はいずれも2 - 7メートルの間隔で整然と並び、相互の重複は認められない。西方支谷側には台地南斜面を中心に29基の窯跡が東西2群に分かれて分布する。東群は18基が一部重複しながら東西に隣接して並び、約18メートル離れた西群は数基を単位として斜面の上下に11基が分布する。また、後世の造成により大きく地形が改変された東側支谷の最奥部からも、削平を免れた二基の窯底部が発見されており、削平部にも一群の窯跡群を想定できる。これらの窯跡の築窯の先後関係や群相互の関係は、窯体を未調査のため明確ではない。窯の構造は、一部の調査例によると、基盤層の砂質ロームを1メートルほど掘り込んだ半地下式無段の窖窯で、窯体の長さが6メートル前後、焼成部の幅1.2メートルの狭長な形態を基本とするようである。
台地上で検出された8棟の竪穴建物は、この時期の住居として使用された竪穴建物に通有のカマドが付設されず、床面に原料粘土の集積が見られることから、埴輪製作に関わる工房と考えられる。また台地斜面で検出された粘土採掘坑は、周辺に分布する灰白色の良質粘土を採取する目的で掘られた大小の土坑が複雑に重複したものである。この他に、台地上を直線的に走る四条の溝が発見されているが、その時期や性格は判然としない。
窯跡を中心に出土した埴輪は、円筒埴輪と朝顔形埴輪を基本に、各種の形象埴輪がある。形象埴輪には武人像や堅笛を吹く人物像、襷をかけた人物像、壷をもつ人物像のほかに、馬形埴輪や盾形埴輪などあり、多彩な内容をもつ。これらの埴輪は、県内各地から出土する埴輪と造形的には共通した特徴をもち、また製作技法も類似するなど、常陸型とも呼ぶべき特徴をもっている。出土した埴輪の胎土分析の結果、埴輪の供給先の一部が判明し、周辺に所在する古墳をはじめ、15キロメートルほど離れた霞ヶ浦北岸の舟塚古墳にまで供給されたことが明らかになっている。
以上のように小幡北山埴輪製作遺跡は、これまで発見されている埴輪製作遺跡中最大の規模をもつ遺跡で、埴輪生産に関わる一連の施設を備えている点に高い価値がある。遺跡の操業時期は6世紀後半を中心に7世紀に及ぶものと推定され、古墳時代後期における埴輪生産の実態や政治勢力の支配領域、経済圏を究明する上で欠くことのできぬ遺跡と考えられる。そのため、国史跡に指定された。